# Der springende Hirsch oder Die Diebe von Günstersburg
Der springende Hirsch oder Die Diebe von Günstersburg è un film muto del 1915 diretto da Walter Turszinsky e Robert Wiene.

## Produzione
Il film fu prodotto dalla Deutsche Bioscop GmbH.

## Distribuzione
Il visto di censura è datato maggio 1915. Il film uscì nelle sale tedesche nel novembre 1915.